# Volksfront (rechtsextreme Organisation)

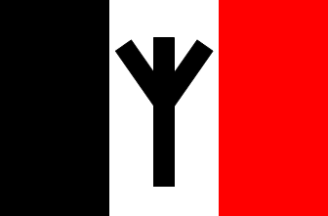
Algiz-Rune auf Flagge der Volksfront

Volksfront (auch bekannt als Volksfront International) war eine rechtsextreme Organisation aus den USA, die 1994 als Straßengang rechtsextremer Skinheads begann und sich 2012 auflöste. Sie beschrieb sich selbst als eine internationale Organisation für Menschen europäischer Abstammung. In den Medien wurde die Organisation als Neonazi-Organisation und als rassistische Skinhead-Gruppe bezeichnet. Die Anti-Defamation League beobachtet die Gruppe seit ihrer Entstehung 1994 und sieht sie als stark anwachsende Organisation aus der White-Power-Szene. Das Southern Poverty Law Center (SPLC) führt die Gruppe als sogenannte „hate group“.

## Geschichte
Volksfront entstand 1994 im Oregon State Penitentiary und wurde von Randall Krager, einem rechtsextremen Skinhead aus Oregon, und drei weiteren Insassen gegründet. Die ersten Mitglieder stammten aus ähnlichen lokal operierenden Gruppen im Nordwesten der Vereinigten Staaten oder waren im White Aryan Resistance engagiert.  Mittlerweile ist die Organisation in mehreren Ländern und auf drei Kontinenten vertreten. Die sogenannten „Chapter“ entstanden in Spanien, Portugal, Deutschland, Australien, Kanada und im Vereinigten Königreich. Supporter-Chapters entstanden in Kroatien, Italien, Schweiz, und Neuseeland. 
In den Vereinigten Staaten existierten Chapter in Oregon, Massachusetts, Arizona, Kalifornien, New York, Pennsylvania, North Carolina, South Carolina, Washington, Illinois, Missouri, Florida, Wisconsin, Nebraska, Michigan, Oklahoma und Virginia.
Am 10. Dezember 2009 strahlte History eine Folge der Fernsehserie Gangland aus, die sich mit der Volksfront beschäftigt.

## Organisation
Die Volksfront war wie ein Rocker-Club in verschiedene hierarchisch organisierte Chapter unterteilt, die jedes für sich eigenständig geführt wurden. Zur Aufnahme in die Gruppe war mindestens ein Jahr Probezeit zu absolvieren. In dieser Zeit musste das Probationary-Mitglied verschiedene niedere Dienste für das Chapter erledigen und sich in der Gruppe bewähren. Laut der Fernsehserie Gangland gehörten dazu in manchen Chaptern auch Straftaten mit rassistischem Hintergrund. Ebenso sollte innerhalb der Gruppe ein Schnürsenkel-Code benutzt werden. Weiße Schnürsenkel standen für „White Power“ und rote waren ein Zeichen für begangene Körperverletzung. Ebenso war es fremden Personen untersagt, Zeichen und Codes der Volksfront zu benutzen, ohne selbst Mitglied zu sein.
Die Volksfront veranstaltete verschiedene Festivitäten, unter anderem wurden mehrere Rock-Against-Communism-Festivals im Jahr veranstaltet, wo Rechtsrock-Bands und Sprecher der internationalen rechtsextremen Szene auftraten. Es wurden ebenfalls Gedenktage für gefallene oder inhaftierte Mitglieder abgehalten.

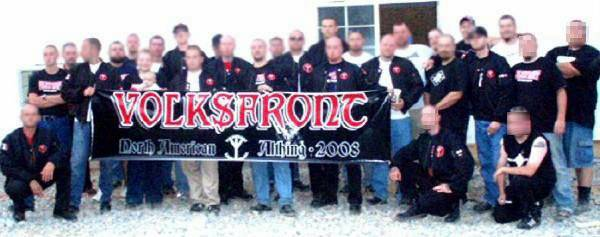
Althing der Volksfront 2008

Eine jährliche Veranstaltung war das Althing in St. Louis, Missouri. Die Veranstaltung fand im Clubhaus Samuel Weaver Memorial Hall statt. Diese ist nach dem Sohn von Randy Weaver benannt, der 1992 von Bundesagenten erschossen wurde.

## Auflösung
Im Jahr 2012 wurde die offizielle Auflösung verkündet und Websites und Einträge in sozialen Netzwerken gelöscht.

## Ideologie
Laut ihrer Webseite lehnte die Organisation Nationalsozialismus und White Supremacy ab, aber sie wollte ihre eigene Rasse und die Volksfront-Familie verteidigen. Diese Behauptungen standen aber im Gegensatz zu verschiedenen Presseberichten und der ADL, die die Gruppe als rassistische und antisemitische Organisation sahen. Laut der Recherchen der ADL war die Volksfront eine der aktivsten Hass-Gruppen an der Westküste der Vereinigten Staaten, die mit der White-Power-Bewegung eng vernetzt war.
Zu den Zielen der Volksfront gehörte die Etablierung eines halb-autonomen Kleinstaates für Weiße im Pazifischen Nordwesten. Dieser sogenannte „Northwest Territorial Imperative“ wird auch von den Aryan Nations verfolgt, deren Gründer Richard Butler als Urheber gilt. Die Volksfront behauptete, schon eine große Fläche Land in Oregon und an anderen Orten erworben zu haben.
Laut ihrer Website wollten sie zudem ein europäisch-amerikanisches Bürgerzentrum auf diesem Stück Land errichten. Dieses sollte als nationales Hauptquartier dienen. An dieses Zentrum sollten eine Schule, eine Bücherei, ein Museum und eine Reha-Einrichtung angeschlossen werden. Außerdem sollte Landwirtschaft betrieben werden.

## Kriminalität
Obwohl Volksfront nach außen hin Gewalt ablehnte, waren einige Mitglieder der Gruppe in verschiedene politisch motivierte Straftaten verwickelt.
- Am 1. Juni 2003 erhielt Kurtis Monschke, Anführer eines Probationary-Chapters, eine lebenslange Haftstrafe. Er hat mit drei weiteren Tätern einen psychisch gestörten afroamerikanischen Obdachlosen in Tacoma, Washington getötet.[17] Während des Prozesses distanzierte sich die Volksfront von dieser Tat und forderte die Todesstrafe.[8]
- Im November 2007 wurde der 22-jährige Rassist Gabriel Laskey zu sechs Monaten Haft, sechs Monaten Ausgangssperre und fünf Jahren Bewährung verurteilt worden, weil er zusammen mit weiteren Personen mit Hakenkreuzen verzierte Steine durch Fenster des  Temple Beth Israel in Eugene, Oregon geworfen hatte, während in der Synagoge ein Gottesdienst abgehalten wurde.[18] Im April 2007 erklärte sich sein Bruder Jacob Laskey, ein Anführer der Gruppe, für schuldig, Gewalttaten geplant zu haben. Er erklärte sich mehrerer Taten für schuldig, darunter Verschwörung, eine Bombendrohung gegen ein Gerichtsgebäude, Einschüchterung von Zeugen eines Mordes und des illegalen Waffenbesitzes. Er wurde zu elf Jahren Gefängnis verurteilt.[19][17]
- Ein weiteres Mitglied der Gruppe, das ebenfalls zur American Front gehörte, hat zehn Schüsse auf die Synagoge abgefeuert. Er wurde zu viereinhalb Jahren Haft verurteilt.[17]

## Musikszene
Die Band Intimidation One, die unter anderem Tonträger mit englischsprachigen Coverversionen der deutschen Band Landser veröffentlichte, stammte aus dem Umfeld der Volksfront.